# Gustaf Wethly
Gustaf Wethly (* 9. November 1866 in Mülhausen, Oberelsass; † 9. Mai 1937 in Straßburg) war ein elsässischer Literaturwissenschaftler, Theaterkritiker und Publizist. Er war einer der einflussreichsten Kritiker der Straßburger Kulturszene im späten 19. und frühen 20. Jahrhundert und setzte sich besonders für die moderne Dramatik ein.

## Leben

### Herkunft und Ausbildung
Gustaf Wethly wurde 1866 in Mülhausen im damals Französischen, später zum Deutschen Kaiserreich gehörenden Oberelsass geboren. Seine Eltern stammten aus der Schweiz und behielten auch nach ihrer Niederlassung im Elsass die Schweizer Staatsangehörigkeit.
Schon früh beschäftigte er sich mit klassischer und europäischer Literatur, unter anderem mit Montesquieu, Voltaire, Rousseau, Lessing, Shakespeare und Macaulay. Nach dem Abschluss des Gymnasiums in seiner Heimatstadt nahm er im Oktober 1887 ein Studium an der Universität Straßburg auf. Er belegte Fächer wie klassische Philologie, Philosophie, Germanistik sowie Indogermanistik und Sanskrit – letzteres als einziger Schüler von Heinrich Hübschmann über mehrere Semester hinweg.
Im Jahr 1891 wurde er mit der Dissertation Hieronymus Boner, ein Kolmarer Humanist: Leben, Werke und Sprache promoviert. Die Staatsprüfung pro facultate docendi legte er 1892 ab, trat jedoch nicht in den Staatsdienst ein.

### Lehrtätigkeit und Theaterkritik
Wethly unterrichtete zunächst an der Riepe’schen Privathandelsschule, später als wissenschaftlicher Leiter am Dr. Haenle’schen Institut. Dort betreute er vor allem Erwachsene, die sich auf medizinische oder juristische Studien vorbereiteten. Neben Latein und Griechisch führte er auch politikbezogene Fächer wie Zeitungskunde in den Unterricht ein.
Der Einstieg in die Theaterkritik erfolgte durch eine Besprechung zu Gerhart Hauptmanns Die versunkene Glocke in der Straßburger Bürgerzeitung, angeregt durch ein Gespräch mit dem Schauspieler Franz Peschei. Der Erfolg dieses Artikels führte dazu, dass Wethly als fester Theaterkritiker verpflichtet wurde.
Von 1894 bis 1918 veröffentlichte er regelmäßig Kritiken in der Bürgerzeitung und begleitete das kulturelle Leben der Stadt. Er förderte gezielt das zeitgenössische Drama, etwa von Henrik Ibsen, Gerhart Hauptmann und Arthur Schnitzler, und setzte sich für eine zeitgemäße Inszenierung sowie moderne Bühnentechnik ein. Seine programmatischen Überlegungen veröffentlichte er 1903 unter dem Titel Dramen der Gegenwart. Kritische Studien.

### Engagement und öffentliche Vorträge
Neben seiner journalistischen Tätigkeit engagierte sich Wethly auch in der literarischen Öffentlichkeit. Er gründete die Gesellschaft der Freunde der Dichtkunst, die eintrittsfreie Dichterabende im großen Aubettesaal organisierte. Während des Ersten Weltkriegs hielt er zahlreiche Vorträge über Literatur und Geschichte und blieb trotz kritischer Positionen von staatlicher Zensur weitgehend verschont.

### Rückzug und spätere Arbeiten
Nach Kriegsende wurde das Haenle’sche Institut geschlossen, und Wethly zog sich weitgehend ins Privatleben zurück. Dennoch veröffentlichte er als Mitglied der Elsass-Lothringischen Wissenschaftlichen Gesellschaft weiterhin literaturwissenschaftliche Studien, unter anderem zu Friedrich Hebbel und Henrik Ibsen.
Seine letzten Studien beschäftigten sich mit dem deutsch-französischen Theaterleben in Straßburg zwischen 1894 und 1918. 

### Tod
Gustaf Wethly starb am 9. Mai 1937 in Straßburg. Er wurde auf dem Friedhof Saint-Hélène beigesetzt.

## Werke (Auswahl)
- Dramen der Gegenwart. Kritische Studien. Ludolf Beust, Straßburg 1903.
- Schiller und seine Idee von der Freiheit. Straßburg 1905.
- Heinrich von Kleist, der Dramatiker. Straßburg 1911.
- Friedrich Hebbel - Der Dramatiker. Straßburg 1935.

## Mitgliedschaften
- Elsass-Lothringische Wissenschaftliche Gesellschaft (ab 1928)